# MV Neptunia
O MVNeptunia foi um navio transatlântico, de bandeira italiana.

## História
Lançado ao mar em 1922, foi afundado pela Marinha Real Britânica em 18 de setembro de 1941, quando era utilizado para o transporte de tropas. Os transatlânticos italianos Oceania e Neptunia foram ambos requisitados para serviço da Marinha Real Italiana como navio transporte de tropas no início de 1941. Ambos foram torpedeados e afundados em 18 de setembro de 1941, pelo submarino britânico HMS Upholder, próximo a Tripoli na Líbia. A Regia Marina relata que ocorreram 384 mortes entre as 5 818 tropas transportadas pelos navios.